# Waianae
Waianae (oficialment en hawaià Waiʻanae) és una concentració de població designada pel cens dels Estats Units a l'estat de Hawaii. Segons el cens del 2000 tenia 10.506 habitants.

## Demografia
Segons el cens del 2000, Waianae tenia 10.506 habitants, 2.595 habitatges, i 2.221 famílies La densitat de població era de 1191,51 habitants per km².
Dels 2.595 habitatges en un 43,9% hi vivien nens de menys de 18 anys, en un 58,0% hi vivien parelles casades, en un 19,6% dones solteres, i en un 14,4% no eren unitats familiars. En el 10,9% dels habitatges hi vivien persones soles el 4,1% de les quals corresponia a persones de 65 anys o més que vivien soles. El nombre mitjà de persones vivint en cada habitatge era de 4,04 i el nombre mitjà de persones que vivien en cada família era de 4,30.
Per edats la població es repartia de la següent manera: un 34,8% tenia menys de 18 anys, un 10,4% entre 18 i 24, un 26,8% entre 25 i 44, un 19,8% de 45 a 64 i un 8,2% 65 anys o més.
L'edat mediana era de 28,8 anys. Per cada 100 dones hi havia 98,86 homes. Per cada 100 dones de 18 o més anys hi havia 94,49 homes.
La renda mediana per habitatge era de 46.717 $ i la renda mediana per família de 48.145 $. Els homes tenien una renda mediana de 32.328 $ mentre que les dones 22.451 $. La renda per capita de la població era de 13.348 $. Aproximadament el 17,2% de les famílies i el 19,8% de la població estaven per davall del llindar de pobresa.

## Poblacions més properes
El següent diagrama mostra les poblacions més properes.